# Station Nowa Wieś Złotoryjska
Station Nowa Wieś Złotoryjska is een spoorwegstation in de Poolse plaats Nowa Wieś Złotoryjska.